# Infomex
Infomex – polskie przedsiębiorstwo informatyczne, świadczące usługi dla firm z sektora SMB, dużych przedsiębiorstw oraz instytucji publicznych. Oferta firmy obejmuje integrację systemów informatycznych, świadczenie usług w oparciu o chmurę obliczeniową, tworzenie oprogramowania biznesowego, outsourcing IT oraz realizację projektów niskoprądowych.
Infomex zatrudnia blisko 150 pracowników. Spółka obsługuje ponad 5 tys. odbiorców, a jej przychody sięgają 130 mln złotych rocznie.

## Rozwój firmy
Infomex S.C. została zarejestrowana w 1994 roku jako jednoosobowa działalność gospodarcza. Pomysłodawcą oraz założycielem spółki był Andrzej Nieścieronek, funkcję prezesa od 2004 roku pełni Krzysztof Szczotka. W 2002 Infomex s.c. została przekształcona w spółkę z ograniczoną odpowiedzialnością. W 2005 r. uruchomiono pierwszy oddział terenowy  firmy w Warszawie. Kolejny powstał dwa lata później w Poznaniu, następne we Wrocławiu i Katowicach.
W 2005 roku spółka udostępniła klientom swoją pierwszą serwerownię, która 4 lata później została zastąpiona profesjonalnym datacenter. W 2011 roku Infomex zbudował drugie centrum przetwarzania danych, uruchamiając jednocześnie całodobowy system Service Desk oraz powołując do życia zespół zajmujący się całodobowym monitorowaniem infrastruktury. Datacenter Infomexu zostało zaprojektowane oraz zbudowane w oparciu o standard TIA-942 w klasie TIER 3 – międzynarodową klasyfikację stosowaną dla opracowania najlepszych praktyk definiujących infrastrukturę telekomunikacyjną centrum danych. Usługi świadczone przez firmę są objęte certyfikatem bezpieczeństwa informacji ISO 27001.

## Klienci
Z usług Data Center Infomex skorzystali m.in.: Ministerstwo Spraw Zagranicznych, Centralna Komisja Egzaminacyjna, Urząd Marszałkowski Województwa Małopolskiego, Instytut Ochrony Środowiska, Mieszko S.A., SFD S.A., Bezalin S.A., Otmuchów S.A., Greek Trade Sp. z o.o..

## Wyróżnienia
Na przestrzeni lat Infomex został wielokrotnie wyróżniony przez niezależnych obserwatorów życia gospodarczego. Wśród nagród i tytułów znajdują się m.in.:
- Gazela Biznesu (ośmiokrotnie)
- Tytuł IT Service Leader przyznany w plebiscycie IT Fiture Awards 2015
- Diament Forbesa (dwukrotnie)

## Chmura elastyczna
We wrześniu 2016 roku Infomex udostępnił Virtual Data Center – uniwersalną platformę cloud computing, funkcjonującą w modelu chmury elastycznej. To pierwsze w Polsce rozwiązanie tego typu kierowane do przedsiębiorców z sektora SMB, korporacji oraz instytucji publicznych.